# Zwartbaardstruikgors
De zwartbaardstruikgors (Atlapetes citrinellus) is een zangvogel uit de familie Passerellidae (Amerikaanse gorzen).

## Verspreiding en leefgebied
Deze soort is endemisch in noordwestelijk Argentinië.